# 石原俊彦
石原 俊彦（いしはら　としひこ、1960年5月 - ）は、日本の公共経営学者・会計学者。専門は、自治体経営・大学経営・医療経営・会計学・監査論・公会計。関西学院大学大学院経営戦略研究科教授。公認会計士。日本人初の英国勅許公共財務会計士（Chartered Public Finance Accountant）。2025年6月から学校法人関西学院常任理事・関西学院大学副学長。大阪府出身。

## 人物
社会人大学院生の教育と研究指導に従事し、大学院ではビジネススクールに所属し、博士課程後期課程の研究室からはこれまで11名の博士学位取得者が誕生している。研究室出身の研究者には遠藤尚秀大阪市立大学大学院都市経営研究科教授、井上直樹福知山公立大学地域経営学部教授など。

## 経歴
- 1960年5月：大阪府生まれ。
- 1976年4月：大阪府立茨木高校入学。
- 1979年3月：大阪府立茨木高校卒業。
- 1980年4月：関西学院大学経済学部入学。
- 1984年3月：関西学院大学経済学部卒業。
- 1989年3月：関西学院大学大学院商学研究科博士後期課程単位取得満期退学。
- 1989年8月：公認会計士試験第3次試験合格。
- 1989年10月：公認会計士登録。
- 1990年4月：京都学園大学経済学部専任講師（監査論・簿記担当）。
- 1994年4月：京都学園大学経営学部助教授（システム監査論・簿記担当）。
- 1995年4月：関西学院大学産業研究所助教授。
- 1996年9月：税理士登録（2006年2月に登録抹消）。
- 2000年1月：関西学院大学より博士（商学）の学位を授与。論文題目『リスク・アプローチ監査論』。
- 2000年4月：関西学院大学産業研究所教授（2005年3月まで）。
- 2000年4月：九州大学大学院法学府非常勤講師（2002年3月まで）。
- 2005年4月：関西学院大学専門職大学院経営戦略研究科教授（現在に至る）。
- 2008年4月：関西学院大学大学院経営戦略研究科博士後期課程指導教授（現在に至る）。
- 2013年12月：英国勅許公共財務会計協会日本支部設立 共同創設者（現在に至る）